# Stallion (groupe)
Stallion est un groupe allemand de heavy metal, originaire de Weingarten, Bade-Wurtemberg.

## Histoire
Le groupe est formé en 2013. Après une première démo en juin de la même année, le groupe a sorti en octobre l'EP Mounting the World, composé de six chansons, dont l'une est une reprise de la chanson Heavy Metal Rock 'n Roll de Rock Goddess. Sur l'album, le groupe n'est encore composé que de deux membres : le chanteur Paul « Pauly » Ehrenhardt et Alex « Äxxl » Stöcker, qui a enregistré tous les instruments. Au printemps et à l'été 2014, le groupe participe à différents festivals comme Metal Assault, Keep It True et Hell's Pleasure. Le groupe annule sa prestation au Out and Loud en raison de la présence du groupe Frei.Wild, qui participe également au festival. En juin de la même année, le groupe enregistre son premier album, Rise and Ride, qui sort en septembre. La sortie est suivie d'une tournée européenne avec Striker et Bullet. La première véritable apparition au Out and Loud a lieu en 2015. 
En 2016, le groupe participe de nouveau au Out and Loud, ainsi qu'au Bang Your Head, au Metal Hammer Paradise et au Summer Breeze pour la première fois. En 2017, From the Dead est le prochain album.

## Style musical
Michael Stalling de metal.de écrit dans sa critique de Mounting the World qu'il contient du heavy metal mélodique et du speed metal dans le style des années 1980. Il y a parfois des influences de Saxon et de Mötley Crüe plus anciens et des éléments de thrash metal et de hard rock. Raphael Päbst de powermetal.de remarque que Rise and Ride propose du speed metal traditionnel, mais qu'il y avait aussi des chansons de rock moyennement rapides. Dans l'ensemble, les caractéristiques sont « des guitares qui claquent, une voix légèrement rauque et aiguë et une production globalement très rétrograde, mais agréablement ouverte ». Le groupe pourrait rivaliser avec des collègues du genre comme Skull Fist ou White Wizzard. 
Lors d'une interview avec Jens Peters du Rock Hard, le chanteur Pauly déclare que le groupe essayait de se positionner politiquement avec From the Dead, se sentant ainsi fortement lié au punk. Un numéro précédent, Peters avait fait une critique de l'album. Il y classait le groupe dans le speed metal, mais s'il ne l'avait pas su avant, il l'aurait plutôt qualifié de suédois, canadien ou finlandais, ces pays étant plutôt la source de jeunes groupes de speed metal. Musicalement, il s'agit de speed metal traditionnel avec des textes enragés dans le style d'Enforcer, Skull Fist, Striker et Speedtrap. Il se caractérise en outre par des « guitares hurlantes » et un « chant craché ». 

## Discographie
- 2013 : Demo 2013 (démo)
- 2013 : Mounting the World (EP)
- 2014 : 24/7 (EP, High Roller Records)
- 2014 : Rise and Ride (album, High Roller Records)
- 2017 : From the Dead (album, Glory Stables Records)
- 2020 : Slaves of Time (album, High Roller Records)